# Paracrias ordinatus
Paracrias ordinatus är en stekelart som beskrevs av Christer Hansson 2002. Paracrias ordinatus ingår i släktet Paracrias och familjen finglanssteklar.
Artens utbredningsområde är:
- Costa Rica.
- Guatemala.
- Honduras.

Inga underarter finns listade i Catalogue of Life.